# Epectasis juncea
Epectasis juncea là một loài bọ cánh cứng trong họ Cerambycidae.